# アナン・パンヤーラチュン
アナン・パンヤーラチュン（タイ語: อานันท์ ปันยารชุน、英語: Anand Panyarachun、1932年8月9日 - ）は、タイ王国の外交官、政治家、実業家。
首相を2度務めた。1997年にマグサイサイ賞を受賞している。妻は王族の一人｡

## 経歴

### 外交官と実業家として
モン族と華人の流れを汲む貴族の父のもと、1932年にバンコクで生まれた。ケンブリッジ大学を卒業した後、外務省に入省し、外交官の道を歩む。国連大使兼カナダ大使兼アメリカ大使兼西ドイツ大使を務めた。
1979年に民間企業のサハ・ユニオングループに転身し、実業家の道へ進む。1990年にタイ工業評議会会長に就任。1991年にサハ・ユニオングループ会長に就任。

### 首相として
1991年2月のクーデターでチャートチャイ政権を崩壊させて、権力を掌握した「国家平和維持評議会」（NPKC）はアナンを首相に指名した。
アナン政権は付加価値税導入、資本や為替取引の自由化、貧困、環境問題に対応するための政策を実施し、高い評価を得た。1992年3月におこなわれた総選挙の後、退陣する。

### 首相再登板
1992年5月、スチンダー政権は民主化勢力を武力で押さえ込もうとし、多数の死者を出す事件を起こした（暗黒の5月事件）。国王ラーマ9世はスチンダー政権側と民主化勢力指導者チャムロンとの調停に乗り出した。これによりスチンダーは首相を辞任し、副首相を務めていたミーチャイ・ルチュパンが臨時首相となり、最終的にアナンが首相再登板となった。
第2次アナン政権は国営企業役員への軍人就任を制限するなど、軍の政治への影響力を低下させる政策を行った。1992年9月下院総選挙の後、退陣する。

### 首相辞任後
首相辞任後、サハ・ユニオングループに戻る。1996年からはユニセフ親善大使を務めている。
1997年には憲法草案作成委員長を務めた。また、2004年4月にはタイの深南部における軍事衝突で政府軍によってマレー系イスラム住民に多数の死傷者が出た事態を受け、2005年にはイスラム住民と政府との相互不信を払拭すべく「国民調停委員会」（NRC）の委員長に就任してイスラム住民との融和策を盛り込んだ総合的な対策を政府に提言した。また、2010年にはアピシット政権から国民和解に向けてさまざまな社会・経済格差の是正を図る「国家改革委員会」の委員長に指名されて提言を取りまとめるなど、アナンは首相辞任後も様々な調停活動を行っている。